# Don Polye
Don Polye (ur. 1 lutego 1967) – papuański polityk, minister robót, transportu i lotnictwa cywilnego w latach 2002-2009 oraz od 2010. 

## Życiorys
Don Polye po raz pierwszy został wybrany do parlamentu w 2002 jako członek Partii Sojuszu Narodowego (National Alliance Party, NAP) z okręgu Kandep Open w prowincji Enga. Wcześniej przez lata był inżynierem, pracując w sektorze infrastruktury transportowej. 
W sierpniu 2002 objął stanowisko ministra robót, transportu i lotnictwa cywilnego w rządzie premiera Michaela Somare. Jako minister w 2006 wprowadził politykę "otwartej przestrzeni powietrznej", co oznaczało wejście na krajowy rynek innych usługodawców obok narodowego przewoźnika Air Niugini. 
W wyborach parlamentarnych w 2007 uzyskał reelekcję. Jednak 14 sierpnia 2009 został pozbawiony mandatu przed sąd, który dopatrzył się nieprawidłowości wyborczych. Wziął udział w wyborach uzupełniających 9 listopada 2009, ponownie zdobywając mandat deputowanego. 6 stycznia 2010 powrócił na stanowisko ministra robót, transportu i lotnictwa cywilnego.